# Bevers (scouting)
De Bevers is bij de internationale jeugdbeweging Scouting de naam van de jongste leeftijdscategorie.
De leeftijdsgroep (ca. 5-7 jaar oud) ontstond in Canada, en sloeg zodanig aan dat hij overwaaide naar andere delen van de wereld. Het wordt onder meer gebruikt bij FOS (een van de Vlaamse scoutsorganisaties) en bij Scouting Nederland.
In 1979 werd door Nel van den Berg ("Malak") een nieuwe speltak bij Scouting Cay-Noya in Amersfoort opgericht. De eerste beverkolonie was geboren. Zes jaar later werden de bevers als officiële speltak door de landelijke raad erkend en in het spelaanbod opgenomen. In 2011 werd het beverthema grondig vernieuwd.
Bij Scouting Nederland vormen de bevers een gemengde speltak, dit wil zeggen dat jongens en meisjes bij elkaar in de groep zitten. In Nederland zijn de bevers tussen de 5 en 7 jaar oud. In het jaar dat jeugdleden van de bevers, simpelweg 'bevers' genoemd, 7 jaar zijn of worden, gaan ze naar de welpen.
1. ↑  https://www.scouting.nl/assets/uploads/doorzoekbareBestanden/Bevers/Overgangstool-naar-nieuwe-beverthema.pdf. Gearchiveerd op 24 november 2020.